# Frederick A. Powers

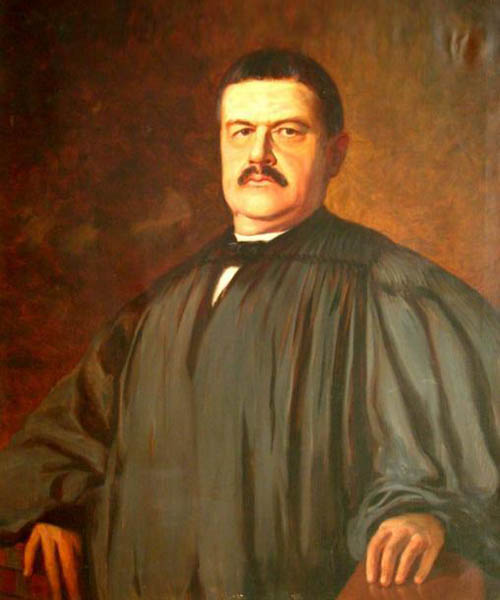
Frederick A. Powers

Frederick Alton Powers (* 19. Juni 1855 in Pittsfield, Maine; † 13. Februar 1923 in Saint Petersburg, Florida) war ein US-amerikanischer Anwalt und Politiker, der von 1893 bis 1896 Maine Attorney General war. 

## Leben
Frederick Alton Powers wurde als jüngster Sohn von Arba Powers und Naomi Mathews in West Pittsfield geboren. Er besuchte die lokalen Schulen und machte seinen Abschluss im Jahr 1871 am Maine Central Institute in Pittsfield. Anschließend studierte er am Bowdoin College, wo er im Jahr 1875 seinen Abschluss machte. Er arbeitete und studierte bei seinem Bruder Llewellyn Powers in Houlton. Er erhielt seine Zulassung zum Anwalt im Jahr 1876. Anschließend wurde er Partner in der Anwaltskanzlei seiner Brüder Llewellyn und Don Arba Horace Powers, bis zu seiner Berufung zum Richter am Supreme Judicial Court von Maine im Jahr 1891. Im Jahr 1907 trat er von diesem Amt zurück.
Als Mitglied der Republikanischen Partei gehörte Powers von 1885 bis 1888 dem Senat von Maine und von 1891 bis 1892 dem Repräsentantenhaus von Maine an und war von 1893 bis 1896 Maine Attorney General.
Seit 1921 war er Trustee des Bowdoin Colleges zuvor von 1908 bis 1921 gehörte er zu den Overseers des Colleges.
Frederick A. Powers heiratete in erster Ehe Mary Houlton. Mit ihr hatte er zwei Söhne. Nach dem Tod von Mary Powers im Jahr 1901 heiratete er in zweiter Ehe Virginia Hewes. Diese Ehe blieb kinderlos. Sein Bruder Llewellyn Powers war von 1897 bis 1901 Gouverneur von Maine. Powers starb am 13. Februar 1923 in Saint Petersburg in Florida. Sein Grab befindet sich auf dem Tilton Corner Cemetery in Pittsfield.